# Alexandre-Louis de Watteville
Pour les articles homonymes, voir Watteville.
Alexandre-Louis de Watteville, né le 18 février 1714 à Berne et mort dans la même ville le 2 novembre 1780, est un historien et une personnalité politique suisse.

## Biographie
Alexandre-Louis de Watteville naît le 18 février 1714 à Berne.
Élu membre du Grand Conseil de Berne en 1745, il est bailli de Nidau de 1752 à 1758. En 1762, il est nommé membre de la commission de la bibliothèque et du conseil académique de Berne. Il fait apporter à la bibliothèque de la ville les chroniques bernoises, « tenues secrètes jusque-là », dans le but de les rendre accessibles au public.
En tant qu'historien, il se consacre surtout à l'histoire de Berne. Il milite pour que l'histoire soit écrite uniquement sur la base de chartes. Même s'il ne parvient pas entièrement à respecter ce principe, « il est néanmoins considéré comme le premier historien moderne de Berne » à la suite de la publication de son Histoire de la Confédération helvétique (publié en français en 1754 et en allemand la même année). Son ouvrage couvre la période allant de 1516 à 1603 (dans la 3e édition parue en 1768). L'Histoire du gouvernement de Berne paraît en allemand en 1783 sous le titre Über die Staatsverfassung der Stadt und Republik Bern. L'Histoire de la ville de Berne n'a jamais été publiée, alors qu'une « volumineuse » Histoire du Canton de Berne semble perdue.
Patricien, il défend l'idée de la liberté, mais rejette celle de l'égalité, qu'il a qualifié d'illusion.

## Œuvres
- Histoire de la Confédération helvétique, 1754 (en français)
  - (de) Geschichtbeschreibung des helvet. Bunds, 1754
- Histoire du gouvernement de Berne, 1783 
  - (de) Über die Staatsverfassung der Stadt und Republik Bern, 1783
- Histoire du Canton de Berne (publiée, mais perdue)